# Percnodaimon merula
Percnodaimon merula är en fjärilsart som först beskrevs av William Chapman Hewitson 1875.  Percnodaimon merula ingår i släktet Percnodaimon och familjen praktfjärilar. Inga underarter finns listade i Catalogue of Life.